# Ангел Кодинов
Ангел Кодинов е български състезател на едноместно кану, представител на България на XXXI летни олимпийски игри. Състезател на спортен клуб по кану-каяк „Тракия“ с треньор Николай Кодинов.

## Биография
Роден е на 4 септември 1997 г. в Пловдив.
Кодинов решава да замени волейболната топка за гребло през април 2011 година, когато решава, че отборният спорт не е за него. На държавното първенство по кану-каяк в Пловдив юни същата година заема две пети места (500 m, 2000 m) и едно седмо (1000 m). На 8 октомври печели състезанието на 2000 m в регатата „Никола Велев“ и оттогава няма конкурент на единичното кану. Първата си международна победа взема на 27 май 2012 година на регатата в Пиешчани, Словакия. Макар и на 15 години, той печели състезанието на 1000 m при 16-годишните юноши.
Първия си значителен успех отбелязва на световното за юноши в Португалия на 25 юли 2015 година, когато печели бронзов медал на 1000 m. В Монте-а-Мор става шести на 200 m. През септември същата година идват още три отличия, но от европейското за юноши в румънския град Басков – сребърни медали на 1000 и 500 m, и бронзов – на 200 m. Успехите го класират на второ място в анкетата за „Най-добър млад спортист на Пловдив“ за 2015 година. В олимпийската 2016 година идва грандиозният успех – извоюва квота за Рио де Жанейро, където ще е не само най-младият гребец в регатата по кану-каяк, но и най-младият български спортист изобщо. На първата си олимпиада обаче не успява да вземе медал.
На световното първенство през 2019 година печели сребро на едноместно кану на 500 метра.